# 1861 en santé et médecine
| Années de la santé et de la médecine : 1858 - 1859 - 1860 - 1861 - 1862 - 1863 - 1864    |
| Décennies de la santé et de la médecine : 1830 - 1840 - 1850 - 1860 - 1870 - 1880 - 1890 |

Cet article présente les faits marquants de l'année 1861 en santé et médecine.

## Événements
- 8 janvier : dans un mémoire intitulé Sur une forme de surdité grave dépendant d'une lésion de l'oreille interne présenté à l'Académie de médecine Prosper Menière attribue à l'oreille interne la maladie associant des vertiges paroxystiques et une surdité[1]

- 18 avril : Paul Broca identifie une aire cérébrale dans l'hémisphère gauche du cerveau indispensable au langage parlé, appelée « aire de Broca », en autopsiant un patient aphasique surnommé « Tan Tan »[2].

## Publication
- Ignaz Philipp Semmelweis, Die Aetiologie, der Begriff und die Prophylaxie des Kindbettfiebers, Pest, Vienne et Leipzig — L'étiologie, la signification et la prophylaxie de la fièvre puerpérale — Comparant deux maternités d'un même hôpital, Semmelweis démontre la nécessité du lavage des mains[3].
- Edmond-Léonce Hiffelsheim, Des applications médicales de la pile de Volta, Paris, J.-B. Baillière Lire en ligne ; recherches sur l'électrothérapie.

## Naissances
- 29 juin : William James Mayo (mort en 1939 d'un cancer de l'estomac[4]), chirurgien américain.
- 2 juillet : Hastings Gilford (mort en 1941), chirurgien anglais connu pour sa description du syndrome de Hutchinson–Gilford ou progéria.

## Décès
- 3 janvier : Arnold Adolph Berthold (né en 1803), médecin, physiologiste et anatomiste allemand.
- 22 janvier : Friedrich Tiedemann (né en 1781), anatomiste et physiologiste allemand.
- 8 mars : Heinrich Rudolph Schinz (né en 1777), médecin et zoologiste suisse.